# Edward St Aubyn
Edward St Aubyn (ur. 1960 w Londynie) – brytyjski pisarz i dziennikarz.

## Życiorys
Urodzony w 1960 r. w Londynie, pochodzi z arystokratycznej rodziny. Dzieciństwo częściowo spędził w majątku w Prowansji (Francja). W dzieciństwie był ofiarą molestowania i znęcania psychicznego ze strony ojca, w efekcie czego popadł w uzależnienie od narkotyków. W wieku 18 lat odziedziczył majątek po babce i zamieszkał w Londynie. Po śmierci ojca w 1986 r. rozpoczął pisanie cyklu powieści o Patricku Melrosie, publikowanego od 1992 do 2012 r. Cykl powieści stał się źródłem skandalu, gdy przyznał publicznie, że powieści mają charakter autobiograficzny. Zyskał uznanie krytyków, w 2006 r. nominowany do Nagrody Bookera za powieść Mleko matki.

## Opublikowane książki[1]
Cykl Patrick Melrose:
- Nic takiego
- Złe wieści
- Jakaś nadzieja
- Mleko matki
- W końcu

Inne:
- Dunbar ISBN 978-1-101-90428-2